# Кадыри, Маджид
Маджид Кадыри (Кадыров) (узб.  Majid Qodiriy, Мажид Қодирий, مجید قَارِئ قادری), настоящее имя Абдул-Мажидхон Кори Абдул-Кодирхон Кори угли (Кодиров) (узб. Abdul-Majidxon Qori Abdul-Qodirxon Qori o'g'li) (2 мая 1886г., Махалля Кори Ёгди, Шейхантахурская часть, Ташкент — 4 октября 1938, Алвасти куприк, Юнусабад, Ташкент) — учёный, узбекский литературовед, автор первых учебников на узбекском языке по литературе, истории и математике, общественный деятель и публицист, один из основоположников джадидизма в Туркестане.

## Биография
Маджид Кадыри родился в семье служителя духовенства (имама) в махалле «Кори Ёгди» Шайхантухурской даха (части) города Ташкента. Закончил старогородскую школу, затем Высшее учебное заведение по восточному типу (Медресе, 1903-1912гг.). Начинал свою трудовую деятельность с преподавания в тюркской школе «усули-савтия» (старометодная), позже в школах «усули-джадидия» (новометодная) в Ташкенте, затем в русско-туземной школе и медресе.
Владел персидским, арабским, османским, русским и английскими языками.
С 1906 года работал преподавателем математики в русско-туземной школе, до революции 1917 года преподавал и руководил средними учебными заведениями г. Ташкента.
В 1910 году издана первая часть учебника "Хисоб. Джузъи 1" (Счет. Часть 1-я) для начальных классов новометодных школ с дополнительным задачником, в 1913 году дополненная автором версия учебника была признана основным учебником для всех новометодных школ.
В 1914 году издана вторая часть учебника "Хисоб. Джузъи 2" (Счет. Часть 2-я) для старших классов новометодных школ, которая служила продолжением первой части.
С 1917 по 1919 гг. руководил школой «Турон», созданной движением джадидов в Ташкенте, в Старом Городе.
С 1919 по 1920гг. Заведующий педагогическими курсами школы "Туран".
С 1918 года член Коммунистической партии.
С 1920 по 1921 года руководитель естественно-исторической педагогической лаборатории в Ташкенте.
Принимал активное участие в формировании грамматики узбекского языка. Являлся специальным приглашенным членом совета на Первом Съезде узбекского языка и грамматики, проходившем в Ташкенте 1-5 января 1921г. (1921  йил  январида  бўлгон  биринчи  ўлка  ўзбек  тил  ва  имло  курултойининг  чикаргон карорлари. - Тошкент, Туркистон Жумхуриятининг  давлат нашриёти. -   1922й.)
В 1921 году преподавал также в школе бойскаутов.
С 1921 года начал деятельность в Туркестанском государственном университете с преподавания узбекского языка на Старогородском рабочем факультете.
1921-1922гг. Руководитель по методической части отдела по ликвидации безграмотности в армии ПолитОтдела.
1921–1923 гг. Организатор и директор Рабочего факультета САГУ, декан рабфака Туркестанского государственного университета и по совместительству заведующий Опытно-исследовательской лабораторией при университете.
23 марта 1923 года за особые заслуги и активное и долголетнюю службу в делах просвещения, присвоено звание «Героя труда».
1923–1925 гг. директор Узбекимпроса, директор первого узбекского музея Охраны природы, консультант и организатор сельскохозяйственного музея в старом городе Ташкенте.
В 1924 году также работал сотрудником Отдела вакуфов города Ташкента.
С 1924 года по 1926 гг.— Заместитель председателя Средне-Азатского Комитета по делам музеев и охраны памятников старины, искусства и природы (СредАзКомСтарИс), Заместитель председателя Туркестанского комитета просвещения.
В 1925 году принимал активное участие в возвращении "Корана Османа" из Уфы, обратно в Ташкент, входил в состав Комисии Средазкомстариса по свидетельствовании «Корана Османа».
В 1925 году (21 март - 1 мая) - организатор и представитель со стороны ЦИК и СНК УзССР на Парижской выставке. По пути в Париж останавливался в Берлине и встречался с узбекскими студентами, обучающимися в Германии.
1926-1928 гг. - Заведующий школой хлопководства и ФЗУ при ГлавХлопКоме в Ташкенте.
С 1928 года руководил Кабинетом физики при Среднеазиатском государственном университете (САГУ, бывший Туркестанский государственный университет).
1928—1930 гг. декан Рабфака при САГУ, а также заведующий кабинетом истории при университете.
В начале 1929 года был лишён членства в Коммунистической партии, в 1930 году был освобождён от всех занимаемых руководящих должностей. Поводом для лишения членства в Компартии и освобождения от занимаемых должностей послужили доносы яростных сторонников советской колонизации, которые достигли немалых успехов в «деле» устранения видных деятелей Средней Азии того времени. Кроме доносов, аресту также способствовали опубликованные в прессе 1929–1930 гг. фельетоны с клеветническими измышлениями; подозрения, описанные в них, так и не были доказаны.
Маджид Кадыри и после 1930 года продолжал работать в школах, в том числе школе им. КИМ №7, и на рабфаке САГУ.
В 1937 году был взят под арест сотрудниками НКВД как «враг народа». По официальным документам уголовного дела, был взят под арест 2 апреля 1938 года.
12 сентября 1938 года по решению «тройки» был приговорён к высшей мере наказания. Приговор Архивная копия от 4 апреля 2016 на Wayback Machine (ВК ВС СССР, 05.10.1938 — ВМН) приведён в исполнение в самый кровавый день в истории Туркестана — 4 октября 1938 года (АП РФ, оп.24, дело 418, лист 114).
507 лучших представители узбекской интеллигенции были расстреляны как «враги народа» в тюрьме для казней на Юнусабадской Актепе; после обретения независимости страны на этом месте был воздвигнут мемориальный комплекс «Шахидлар хотираси» («Памяти жертв репрессий»).
Маджид Кадыри посмертно реабилитирован Военной коллегией ВС СССР, 13.02.1958 — за отсутствием состава преступления и восстановлен в Компартию.

## Семья
В семье Маджида Кадыри и его супруги Мехринисо-ханум Мирсагатовой было шестеро детей: сыновья Куддусхон, Рамзихон, Рашодхон, Эркинхон, Уткирхон и дочь Нафисахон.
Сведений о родителях Маджида Кадыри, к сожалению, не сохранилось, краткая информация содержится в автобиографии, которую собственноручно заполнил Кадыри для Комиссариата народного просвещения Узбекской ССР. Абдул-Кадырхон Кори, отец Маджида Кадыри, был служителем духовенства (оригинал автобиографии хранится в Центральном архиве Узбекистана). После его ареста сотрудниками НКВД как «врага народа» многие знакомые и родственники, боясь преследования со стороны органов НКВД, стали сторониться семьи. Мехринисо-ханум старалась всячески отгородить детей от преследований, косых взглядов, старалась не заводить разговор о муже, о его и своих родителях.

## Просветительская деятельность
Маджид Кадыри является автором первых учебников арифметики (Мажид Кори Кодири, «Хисоб, том 1 и том 2 (Математикадан бошлангич таълим асослари)», Ташкент 1910 г. , (переиздан в 1913, 1914 и 1915 гг. издательством «Туркистон Кутубхонаси»), географии (Мажид Кори Кодири, «Жугрофия», Ташкент 1911 г.) и книг по грамматике на чагатайско-тюркском (узбекском) языке, которые начали изучаться в «новометодных» школах «Турон». Учебно-издательской деятельностью занимались также такие известные джадидские педагоги как Саидрасул Азизи, Мунаввар-Кары Абдурашидханов, МухаммадРасули, Шакирджан Абдурахимджанов, Абдулло Авлони, Хамза Ниязи, Абдулвохид Мунзим, Садриддин Айни и другие.Успешное развитие учебного процесса в новометодных школах затруднялось отсутствием единых учебных планов и программ. Сторонники введения новых методов обучения в мусульманских школах неоднократно обсуждали этот вопрос на разных уровнях. В сентябре 1910 г. Мунаввар-Кори Абдурашидханов направил в Государственную Думу петицию о необходимости реформирования на государственном уровне школьного образования в Туркестане, введения единых программ и учебников. В мае 1914 г. эта же проблема широко дискутировалась представителями передовой национальной интеллигенции, собравшимися в доме судьи Шейхантаурской части Ташкента. Выступавшие обращали особое внимание на необходимость введения в новометодных школах единых программ как средства повышения эффективности учебного процесса и обеспечения возможности свободного перехода учащихся из школы в школу. На собрании был избран комитет уполномоченных по выработке единой школьной программы, в который вошли педагоги новометодных школ Мунаввар-Кори Абдурашидханов, Кори-Самиг Зияев, Шакир-Джан, Мухаммад-Расул Абдулла Авлони, работавший в это время также корректором газеты «Садои Туркестон», и учитель русско-туземной школы Абду-Маджид-Кори Кадыри (ЦГА РУз. ф. Р-461, оп. 1, д. 1260, л. 22.).Джадиды Туркестана внесли огромный вклад в продвижение в образовательных заведениях светских дисциплин наряду с реформированием и обновлением традиционных предметов преподаваемых в школах и поддержки малоимущих семей в получении знаний. Их усилиями были созданы благотворительные общества «Турон» в Ташкенте, «Тарбияи атфол» в Бухаре, «Ғайрат» в Коканде, более десяти предприятий, издательств, библиотек. Основателями первого благотворительного фонда-общества — «Жамияти хайрия» — в 1909 году стали Мунавваркори и Авлоний. В 1913 году на базе общества «Жамияти хайрия» интеллигенцией, представителями знати и состоятельными людьми Ташкента было создано общество «Турон». При обществе «Турон» были организованы драм-труппа, библиотека и читальный зал «Турон», издательство «Туркестанская библиотека», а также выпускалась газета «Турон». Школой «Турон» с момента учреждения в 1918 году до перехода в Туркестанский государственный университет в 1921 году руководил Маджид Кадыри.
В 1923 году в целях пропаганды ново-методных образовательных программ, джадидами Ташкента принимается решение о создании общества «Нашри-маориф» (просветительское издательство), о чём сообщалось в газете «Туркистон» 1 января 1923 года.
Основателями данного общества выступили Мунаввар қори Абдурашидхонов, Маннон Рамз Шокиржон Раҳимий, Заҳириддин аълам Элбек, Шаҳид Эсон, Салимхон Тиллахонов, Ҳамид Сулаймон, Холмуҳаммад Охундий и Мажид Қодирий.
Маджид Кадыри был яростным сторонником освобождения Туркестана от феодального строя, путём проведения преобразований в сфере образования и повышения уровня грамотности узбекского народа и создания развитого, национально-буржуазного государства. 
Профессор Наим Каримов в статье «Возникновение джадидизма как первоосновы национальной идеи» описывает джадидов Туркестана: «Лучшие представители джадидизма, а их немало, служили народу и родине. Вся их жизнь была отдана великой исторической миссии — просветить угнетённый народ, показать ему дорогу к счастливой и зажиточной жизни, воспитать в нём чувство собственного достоинства, чувство хозяина той земли, на которой жили его предки и на которой они живут. Джадиды были во всех отношениях передовыми людьми своего времени.» Именно таким человеком запомнился людям этот интеллигентный, высокообразованный просветитель, сын великого узбекского народа, герой своего времени — Маджид Кори Кадыри.

## Опубликованные статьи
1. Инсоният надир?. "Садои Туркистон", 4 апреля 1914г.
2. Эски шахар Шайхантохур даха Окмасжид махалласидаги 3 болалар богчасида «Ишчи факультети» очилур. «Кизид байрок». 10 ноября 1921 г.
3. Эски Тошкент факультети тугрисида. «Кизил байрок». 1 августа 1922 г.
4. Тажриба кабинетлари. «Кизил байрок». 13 апреля 1923 г.
5. Ахлоксиз болалар уйи очилсин. «Туркистон», 13 января 1924 г.
6. Укиш йилига объём. «Туркистон», 31 октября 1924 г.
7. Маориф уйининг расм кушоди. «Туркистон», 17 июля 1924 г.
8. Зарафшон музофотида тарих, осориатикалар кумитаси. «Кизил Узбекистон» 16 марта 1925 г.
9. Узбекистон музаси. «Кизил Узбекистон» 24 марта 1925 г.
10. Бойларнинг мактаниш уяси. Журнал «Ер юзи», № 2, 1925 г.
11. Париж хотиралари. Журнал «Ер юзи», № 3, 1925 г.
12. Парижда Узбекистон. Журнал «Ер юзи», № 7, 1926 г.
13. «Нозик маданият» жойлашган ер. Журнал «Ер юзи», № 20, 1927 г.
14. Жахон йулларининг манзили. Журнал «Ер юзи», № 23, 1927 г.
15. Чопкир отлар. Журнал «Ер юзи», № 25, 1927 г. и др.[15]

## Сталинский террор (Политическая репрессия)
Имя Маджида (Маджита) Кадырова включено в т. н. «Сталинские расстрельные списки» по Узбекской ССР. В эти списки включались партийные, хозяйственные, военные, научные руководители высшего и среднего звена. Списки составлялись НКВД после окончания следствия и передавались на утверждение в Политбюро ЦК ВКП(б). После утверждения их 2-5-ю членами Политбюро списки вместе со следственными делами передавались для «юридического оформления» в Военную Коллегию Верховного Суда СССР. Списки были разбиты на категории, отнесение к 1-й категории (таких было подавляющее большинство) означало приговор к расстрелу. Военная коллегия Верховного суда СССР (ВКВС; в данном случае — её выездная сессия в Ташкенте) судила в т. н. особом порядке, без участия прокурора и адвоката, на рассмотрение одного дела уходило не более 20-30 минут, приговор был окончательным, обжалованию не подлежал и приводился в исполнение в течение ближайших часов после вынесения. Список, в который был включён М.Кадыров, 12.09.1938 г. был утверждён Сталиным, Молотовым и Ждановым (Информация Фонда «Мемориал», 2009).